# Samostan Latomu (Solun)
Samostan Latomu (ali Cerkev Hosios David (Grško: Όσιος Δαβίδ)) je cerkev iz poznega 5. stoletja v Solunu.
Objekt je znan po svoji bogati okrašenosti v vzhodnorimskih freskah in mozaikih.